# PI3K
Fosfatidilinozitol 3-kinaze (EC 2.7.1.137, 1-fosfatidilinozitolna 3-kinaza, tip III fosfoinozitidna 3-kinaza, Vps34p, tip I fosfatidilinozitolna kinaza, PI 3-kinaze ili PI3K) su familija enzima koji učestvuju u ćelijskim funkcijama poput ćelijskog rasta, proliferacije, diferencijacije, motiliteta, opstanka i intracelularne razmene materije. Sistematsko ime ovog enzima je ATP:1-fosfatidil-1D-mio-inozitol 3-fosfotransferaza. Ovaj enzim katalizuje sledeću hemijsku reakciju
ATP + 1-fosfatidil-1-mio-inozitol {\displaystyle \rightleftharpoons } ADP + 1-fosfatidil-1-mio-inozitol 3-fosfat
PI3K kinaze su familija intracelularnih prenosnika signala koji imaju sposobnost fosforilacije 3 pozicije hidroksilne grupe inozitolnog prstena fosfatidilinozitola (PtdIns). Oni su tako]e poznati kao fosfatidilinozitol-3-kinaze. Put koji sadrži onkogen PIK3CA i tumor supresor PTEN (gen) je impliciran u neosetljivost tumora na insulin i IGF1.

## Otkriće
3-kinaze su otkrili Luis C. Kantli i njegovi saradnici. Do otkrića je došlo nakon identifikacije prethodno nepoznate fosfoinozitidne kinaze vezane za polioma srednji T protein. Oni su primetili jedinstvenu supstratnu specifičnost i hromatografske osobine proizvoda ove lipidne kinaze, što je dovelo do otkrića ove fosfoinozitidne kinaze sa izuzetnom sposobnošću da fosforiliše fosfoinozitide u 3' poziciji inozitolnog prstena. Oni su naknadno pokazali da in vivo enzim preferira PtdIns(4,5)P2 kao supstrat, čime se proizvodi fosfoinozitid .

## Literatura
1. ↑  : 2chz; Knight ZA, Gonzalez B, Feldman ME, Zunder ER, Goldenberg DD, Williams O, Loewith R, Stokoe D, Balla A, Toth B, Balla T, Weiss WA, Williams RL, Shokat KM (2006). „A pharmacological map of the PI3-K family defines a role for p110alpha in insulin signaling”. Cell. 125 (4): 733—47. PMID 16647110. doi:10.1016/j.cell.2006.03.035.
2. ↑  Vanhaesebroeck, B., Leevers, S.J., Ahmadi, K., Timms, J., Katso, R., Driscoll, P.C., Woscholski, R., Parker, P.J. and Waterfield, M.D. (2001). „Synthesis and function of 3-phosphorylated inositol lipids”. Annu. Rev. Biochem. 70: 535—602. PMID 11395417.
3. ↑  „Myo-inositol”. Архивирано из оригинала 06. 08. 2011. г. Приступљено 18. 01. 2011.
4. ↑  Giese N (11. 3. 2009). „Cell pathway on overdrive prevents cancer response to dietary restriction”. PhysOrg.com. Приступљено 22. 4. 2009.
5. ↑  Kalaany NY, Sabatini DM (2009). „Tumours with PI3K activation are resistant to dietary restriction”. Nature. 458 (7239): 725—31. PMC 2692085 . PMID 19279572. doi:10.1038/nature07782.
6. ↑  Whitman M, Kaplan DR, Schaffhausen B, Cantley L, Roberts TM (1985). „Association of phosphatidylinositol kinase activity with polyoma middle-T competent for transformation”. Nature. 315 (6016): 239—42. PMID 2987699. doi:10.1038/315239a0.
7. ↑  Whitman M, Downes CP, Keeler M, Keller T, Cantley L (1988). „Type I phosphatidylinositol kinase makes a novel inositol phospholipid, phosphatidylinositol-3-phosphate”. Nature. 332 (6165): 644—6. PMID 2833705. doi:10.1038/332644a0.
8. ↑  Auger KR, Serunian LA, Soltoff SP, Libby P, Cantley LC (1989). „PDGF-dependent tyrosine phosphorylation stimulates production of novel polyphosphoinositides in intact cells”. Cell. 57 (1): 167—75. PMID 2467744. doi:10.1016/0092-8674(89)90182-7.

## Dodatna literatura
- Vanhaesebroeck B, Leevers S, Ahmadi K, Timms J, Katso R, Driscoll P, Woscholski R, Parker P, Waterfield M (2001). „Synthesis and function of 3-phosphorylated inositol lipids”. Annu Rev Biochem. 70: 535—602. PMID 11395417. doi:10.1146/annurev.biochem.70.1.535. [мртва веза]
- Schild C, Wirth M, Reichert M, Schmid RM, Saur D, Schneider G (2009). „PI3K signaling maintains c-myc expression to regulate transcription of E2F1 in pancreatic cancer cells”. Mol. Carcinog. 48 (12): 1149—58. PMID 19603422. doi:10.1002/mc.20569.
- Williams; Berndt, A; Miller, S; Hon, WC; Zhang, X;  . (2009). „Form and flexibility in phosphoinositide 3-kinases”. Biochemical Society Transactions. 37 (Pt 4): 615—626. PMID 19614567. doi:10.1042/BST0370615.
- Nicholas C. Price; Lewis Stevens (1999). Fundamentals of Enzymology: The Cell and Molecular Biology of Catalytic Proteins (Third изд.). USA: Oxford University Press. ISBN 019850229X.
- Eric J. Toone (2006). Advances in Enzymology and Related Areas of Molecular Biology, Protein Evolution (Volume 75 изд.). Wiley-Interscience. ISBN 0471205036.
- Branden C; Tooze J. Introduction to Protein Structure. New York, NY: Garland Publishing. ISBN 0-8153-2305-0.
- Irwin H. Segel. Enzyme Kinetics: Behavior and Analysis of Rapid Equilibrium and Steady-State Enzyme Systems (Book 44 изд.). Wiley Classics Library. ISBN 0471303097.

## Spoljašnje veze
- PI-3+Kinase на 
- signalni put